# Ледокол
Ледоко́л — самоходное специализированное судно, предназначенное для различных видов ледокольных операций с целью поддержания навигации в замерзающих бассейнах. 
К ледокольным операциям относятся: проводка судов во льдах, преодоление ледовых перемычек, прокладка канала, буксировка, околка, выполнение спасательных работ. Существует два способа преодоления ледяных препятствий: путём разрезания льда острым и подкреплённым форштевнем с последующей раздвижкой образовавшейся полыньи либо путём продавливания и раскрашивания льда весом судна. Это различие непосредственно подтверждается формой корпуса и находит своё отражение в исторически закреплённом разделении судов ледового плавания на ледоколы и ледорезы. Последний из этих терминов широко применялся во время интенсивного освоения Северного морского пути в начале XX века.

## История ледоколов

### Буксируемые ледокольные средства
Испокон веков[уточнить] в северных регионах для расчистки протоки применяли «ледокольные лодки» («ледокольные сани»). Это была длинная плоскодонная лодка, на корме которой складывали тяжёлый груз. На лед вытягивали лёгкий нос лодки, а при вытягивании тяжёлой кормы лед подламывался. Так лодку тянули вперед, разламывая лед её весом.
Первые документальные сведения о специализированных судах для расчистки фарватера от льда датированы 1383 годом в Голландии. Существует гравюра 1733 года, показывающая использование такого судна на голландских каналах. Оно представляло собой плоскодонную баржу, буксируемую лошадьми вдоль берега. Нос баржи был плоским и широким. По всей ширине плоского носа стояло несколько металлических гребней, вспарывавших лед. Обломки льда выталкивались под баржу и всплывали за ней.

### Паровые ледоколы
С появлением паровых двигателей стали появляться разнообразные проекты ледокольных судов. Поскольку основным движителем паровых судов в то время было бортовое гребное колесо, то надо было разрушать лед перед колесом. В связи с этим появились проекты судов, разламывающих лед ударами тяжёлых предметов. В 1837 году в Филадельфии (США) был построен деревянный колёсный пароход «City Ice Boat No. 1», предназначенный для колки льда в гавани. Помимо усиленной носовой оконечности, на пароходе смонтировали специальное подъемное устройство, с помощью которого на лед бросали тяжёлые гири. «Гиревые» ледоколы получили определенное распространение до изобретения ледоколов современного типа.
Первым в мире ледокольным судном современного типа стал российский буксирный пароход «Пайлот», построенный в 1864 году кронштадтским предпринимателем М.О. Бритневым. Он представлял собой портовый буксир с переделанной носовой частью, позволявшей наползать на лед и ломать его собственным весом судна, по примеру поморских судов.
Во время холодной зимы 1870/1871 годов власти Гамбурга купили чертежи «Пайлот» и построили ледокол «Айсбрехер-1» (нем. Eisbrecher I; буквально — «разрушитель льда»).
Позже появились и другие суда подобного типа. Речной «Саратовский ледокол» построен в 1896 году английской фирмой Армстронг по заказу Рязано-Уральской железной дороги для обеспечения действия переправы через Волгу у Саратова. Той же фирмой были построены для России ледоколы «Байкал» (1899) и «Ангара» (1900) для обеспечения работы железнодорожной переправы через Байкал.
Первым в мире арктическим ледоколом стал построенный на верфи Armstrong Whitworth «Ермак» (1898 год — эксплуатировался Балтийским флотом до 1964 года). В 1917 году в Англии был построен «Святогор» (с 1927 года носит имя «Красин» в честь советского полпреда в Лондоне Л. Б. Красина, добившегося его передачи СССР). В 1942 году в составе конвоя PQ-15 «Красин» прошёл из исландского порта Рейкьявик в Мурманск, эксплуатировался Северным морским пароходством и Мурманским морским пароходством.

### Современные ледоколы
Балтийский завод (Санкт-Петербург) построил с 1921 по 1941 год 8 ледоколов, в том числе «И. Сталин», «В. Молотов», в период 1956—1958 завод построил 10 речных ледоколов, с 1974 года завод построил серию атомных ледоколов типа Арктика.
Первым в мире ледоколом с атомной энергетической установкой стал ледокол «Ленин», построенный в 1959 году, в 1974 году после схода со стапелей Балтийского завода в Ленинграде были завершены ходовые испытания второго атомного ледокола — «Арктика», который стал головным в одноимённой серии крупнейших ледоколов мира. В августе 1977 г. этот ледокол дошёл до вершины планеты - совершил поход к Северному полюсу.
В 1988 году был построен советский лихтеровоз «Севморпуть», крупнейшее в мире ледокольно-транспортное судно и одно из четырёх торговых судов с ядерной силовой установкой.
В ноябре 2013 года был заложен на Балтийском заводе в Санкт-Петербурге и 16 июня 2016 года был спущен на воду новый самый большой и мощный двухреакторный ледокол в мире, который вновь получил имя «Арктика» и стал головным в новой серии атомных ледоколов ЛК-60Я..

## Конструкция ледоколов
Корпус судна обычно делается бочкообразным, со специальным ледовым усилением в районе ватерлинии (ледовый пояс), «ледокольной» формой носовой и М-образной формой кормовой оконечности, а энергетическая установка — дизельная или атомная паротурбинная с электрической передачей.
Такая конструкция корпуса обеспечивает его повышенную прочность, способность противостоять воздействию льда: устойчивость к истиранию в районе ватерлинии, а также возможным сжатиям в ледовых полях. Форма носа позволяет с ходу выползать на кромку льда, разламывая его своим весом. Скошенный ледокольный форштевень, благодаря которому происходит подъем судна на лёд для его взламывания, внизу имеет вертикальный зуб, дабы предотвратить полный выход судна на тяжелый лед. Сам подъем судна, несмотря на название ледокола, происходит нечасто и обычно разрушение льда происходит внутренними упругими силами при ударе острой кромкой штевня (целиком на этом эффекте основана конструкция судна-ледореза) на малом ходу. Для создания максимально широкого канала во льду ледокольные корпуса имеют небольшое отношение длины к ширине, это же нужно и для обеспечения максимальной маневренности. Площадь сечения корпуса постоянно уменьшается от палубы к днищу, создавая яйцеообразную форму, которая при обжатии во льдах создает выталкивающие наверх силы (по такому же принципу построены корпуса кочей, созданных для плавания в северных водах). М-образная в плане форма кормы используется для обеспечения возможности буксировать другое судно «на усах», когда нос буксируемого судна размещается в углублении кормовой оконечности (и при этом буксируемое судно может «подталкивать» ледокол). Вместе с тем, классическая бочкообразная конструкция корпуса, хорошо работающая во льдах, придаёт ледоколу не самые лучшие мореходные качества: на волне в свободной воде его может довольно сильно и резко качать. Ситуация усугубляется большими значениями метацентрической высоты, вызванной использованием тяжелого корпуса с частым набором (шпация 0,3-1,0 м) и толстой обшивкой (до 50 мм). Для компенсации чрезмерного нижнего веса на ледоколах стараются применять развитые и высокие надстройки (а необходимость работы в суровом климате делает обширное внутреннее пространство очень востребованным).
Применяемая на ледоколах дизель-электрическая (или атомная турбо-электрическая) установка сама по себе обеспечивает судну высокую манёвренность (на более старых ледоколах ставили паровые машины с непосредственной передачей) и возможность варьировать мощность. Современные отечественные ледоколы, включая и атомные, строятся с тремя гребными винтами. Это также направлено на повышение манёвренности и живучести пропульсивной установки судна. Кроме того, силовая установка должна обеспечивать судну повышенную автономность, потому что при работе во льдах дозаправка практически невозможна (ледоколы с паровыми машинами не могли пройти без дозаправки всю трассу Северного Морского пути). Для повышения маневренности во льдах ледоколы используют винты регулируемого шага, также применяются винто-рулевые колонки и азиподы. Впрочем, при выборе пропульсивной установки учитываются также и условия эксплуатации — в тяжелых льдах Арктики винты фиксированного шага должны работать в условиях встречи с остатками разрушаемого льда. Для работы на Великих озерах и Балтийском море могут использоваться дополнительные носовые винты, которые улучшают маневренность ледокола и помогают разрушать лёд потоком воды, но это решение неприменимо для арктических ледоколов, работающих в многолетних льдах.

## Классификация
По назначению ледоколы различают на несколько групп:
- Ледоколы-лидеры — самые мощные ледоколы, возглавляющие проводку судов через льды;
- Линейные ледоколы — осуществляющие проводку и буксировку судов на морских маршрутах, а также высвобождение судов, застрявших во льдах;
- Вспомогательные ледоколы — предназначены для работы в акваториях портов, в устьях рек, приспособлены для проведения аварийно-спасательных работ.

По типу энергетической установки ледоколы разделяются на паровые, дизель-электрические и атомные. По состоянию на 2023 год паровые ледоколы не используются, а атомные ледоколы есть только в России, кроме них эксплуатируется единственное в мире грузовое атомное судно — лихтеровоз «Севморпуть», способный самостоятельно идти сквозь лёд толщиной до 1 метра.
Классификация по мощности энергетической установки коррелирует с разделением по ледовому классу, согласно которому ледоколы классифицируются в отдельную группу судов. Определения классов ледоколов остаются практически неизменными, однако их название неоднократно менялось: сперва от ЛЛ4 (минимальный) до ЛЛ1 (максимальный), затем от ЛЛ6 до ЛЛ9 (как часть общей классификации судов по ледовому классу, с 1999 по 2007 год), с 2007 года приняты следующие обозначения:
- Icebreaker6 (ЛЛ4/ЛЛ6) — выполнение ледокольных операций в неарктических морях при толщине льда до 1,5 м. Способен непрерывно продвигаться в сплошном льду толщиной до 1,0 м.
- Icebreaker7 (ЛЛ3/ЛЛ7) — выполнение ледокольных работ в арктических морях при толщине льда до 2,0 м в зимнее-весеннюю и до 2,5 м в летне-осеннюю навигацию. Способен непрерывно продвигаться в сплошном льду толщиной до 1,5 м. Мощность на валах не менее 11 МВт.
- Icebreaker8 (ЛЛ2/ЛЛ8) — выполнение ледокольных работ в арктических морях при толщине льда до 3,0 м в зимнее-весеннюю и без ограничений в летне-осеннюю навигацию. Способен непрерывно продвигаться в сплошном льду толщиной до 2,0 м. Мощность на валах не менее 22 МВт.
- Icebreaker9 (ЛЛ1/ЛЛ9) — выполнение ледокольных операций в арктических морях при толщине льда до 4,0 м в зимнее-весеннюю и без ограничений в летне-осеннюю навигацию. Способен непрерывно продвигаться в сплошном льду толщиной до 2,5 м. Мощность на валах не менее 48 МВт.

## Применение ледоколов
Ледоколы применяются для самостоятельной доставки грузов в труднодоступные районы Арктики и Антарктики, эвакуации и доставки экспедиций на научные станции, а чаще всего для прокладки судоходного пути другим судам, следующим за ледоколом.
Ледоколы внесли значительный вклад в освоение Северного морского пути.
Наибольшим ледокольным флотом обладают Россия, США, Канада, Финляндия, Швеция.
Ранее[когда?]

 США имели 7 ледоколов, а в настоящее время[когда?]

 — 3, из которых только один тяжёлый. Россия имеет 40 ледоколов, а ещё 11 находятся в стадии планирования или строительства. В настоящее время[когда?]

 у России есть четыре действующих атомных ледокола —  «Ямал», «50 лет Победы», «Таймыр» и «Вайгач». Ожидается утилизация пяти атомных ледоколов — «Арктика», «Россия», «Советский Союз», «Сибирь» и «Россия». Также у России есть единственный в мире атомный лихтеровоз «Севморпуть».
Планируя использование Северного морского пути для вывоза природных ресурсов РФ и доставки товаров в Европу, КНР перешёл от закупки ледоколов заграницей к их строительству на своих верфях. В 2025 г. China General Nuclear Power Group планирует завершить строительство самого большого в мире атомного ледокола водоизмещением 33 000 тонн.

## Ледоколы в России сегодня
Ледокольный флот России включает мощные атомные ледоколы, а также дизельные ледоколы.
По данным на 2011 год, всего в России эксплуатировалось 5 атомных и 39 дизель-электрических ледоколов; один атомный ледокол «Советский Союз» находился в ремонте.
Из-за старения ледокольного флота и задержек построения новых ледоколов примерно к 2015 году в России могла возникнуть так называемая «ледовая пауза». 31 января 2007 года в России был достроен ледокол «50 лет Победы».
1 октября 2005 премьер-министр России Михаил Фрадков подписал распоряжение о передаче ледокола «50 лет Победы» в доверительное управление ОАО «Мурманское морское пароходство» до 27 августа 2008 года. После указанной даты ледокол перешёл в управление ФГУП «Росатомфлот».
Всего, по сообщениям Министерства транспорта, Россия нуждается в 6 атомных ледоколах. При этом срок строительства одного ледокола составляет около 8 лет.
Атомный ледокольный флот позволяет доставлять по Северному морскому пути ежегодно 5 млн тонн груза; реальный грузопоток составляет 1,2 млн тонн. Основная часть грузопотока приходится на Норильский промышленный район. В период с 2006 по 2009 год «Норильский никель» сформировал собственный арктический флот из нескольких крупных транспортных судов усиленного ледового класса, способных идти во льдах толщиной 1,5 метра, и практически перестал нуждаться в услугах ледоколов.
Действующие дизельные ледоколы мощностью 10 МВт и выше
| Наименование        | Год ввода в строй, страна/завод            | Предполагаемый год выработки продлённого ресурса | Мощность   | Доп. сведения |
| ------------------- | ------------------------------------------ | ------------------------------------------------ | ---------- | --- |
| «Тор»               | 1964, Финляндия                            | н/д                                              | 10 МВт     | Принадлежит ООО «Вспомогательный флот». Работает на Балтике (на начало 2007 г.). В начале 2014 года числился в резерве.                                  |
| «Дудинка»           | 1970, Финляндия                            | н/д                                              | 10 МВт     | Принадлежит МТФ ПАО "ГМК «Норильский Никель». Работает на Енисее (на 2006 г.)                                                                            |
| «Ермак»             | 1974, Финляндия                            | 2015                                             | 26,5 МВт   | На балансе ФГУП «Росморпорт». Работает на Балтике. |
| «Адмирал Макаров»   | 1975, Финляндия                            | 2015                                             | 26,5 МВт   | Принадлежит компании «Феско» (ДВМП). |
| «Красин»            | 1976, Финляндия                            | 2017                                             | 26,5 МВт   | Принадлежит компании «Феско» (ДВМП). |
| «Капитан Сорокин»   | 1977, Финляндия                            | 2017                                             | 16,2 МВт   | На балансе ФГУП «Росморпорт». Работает на Балтике. |
| «Капитан Николаев»  | 1978, Финляндия                            | 2017                                             | 16,2 МВт   | Принадлежит ФГУП «Росморпорт». |
| «Талаги»            | 1979, Канада                               | н/д                                              | 12 МВт     | Куплен компанией «Роснефть» в 2003 г. для проводки танкеров. Бывший «Canmar Kigoriak».                                                                   |
| «Капитан Драницын»  | 1980, Финляндия                            | 2019                                             | 16,2 МВт   | Принадлежит ФГУП «Росморпорт». Сертифицирован как пассажирское судно (для круизов).                                                                      |
| «Капитан Хлебников» | 1981, Финляндия                            | 2017                                             | 16,2 МВт   | Принадлежит компании «Феско» (ДВМП). |
| «Магадан»           | 1982, Финляндия                            | 2017                                             | 7 МВт      | Принадлежит компании «Феско» (ДВМП). Используется в рамках сахалинских нефтяных проектов и как портовый ледокол.                                         |
| «Владимир Игнатюк»  | 1983, Канада                               | н/д                                              | Ок. 17 МВт | Ледокол-буксир. Куплен ММП в 2003 г. Бывший «Arctic Kalvik».                                                                                             |
| «ФЕСКО Сахалин»     | 2005, Финляндия                            | н/д                                              | 17,4 МВт   | Принадлежит компании «Феско» (ДВМП). Предназначен для обслуживания буровых платформ.                                                                     |
| Pacific Endeavour   | 2006, корпус — Румыния, начинка — Норвегия | н/д                                              | 17,3 МВт   | Принадлежит «Приморскому морскому пароходству» и Swire Pacific. Предназначен для обслуживания буровых платформ в рамках проекта «Сахалин-2».             |
| Pacific Endurance   | 2006, корпус — Румыния, начинка — Норвегия | н/д                                              | 17,3 МВт   | Принадлежит «Приморскому морскому пароходству» и Swire Pacific. Предназначен для обслуживания буровых платформ в рамках проекта «Сахалин-2».             |
| Pacific Enterprise  | 2006, корпус — Румыния, начинка — Норвегия | н/д                                              | 17,3 МВт   | Принадлежит «Приморскому морскому пароходству» и гонконгской Swire Pacific. Предназначен для обслуживания буровых платформ в рамках проекта «Сахалин-2». |
| «Владислав Стрижов» | 2006, корпус — Украина, начинка — Норвегия | н/д                                              | 20 МВт     | Принадлежит компании «Севморнефтегаз». Предназначен для обслуживания буровых платформ в рамках освоения Приразломного месторождения.                     |
| «Юрий Топчев»       | 2006, корпус - Украина, начинка — Норвегия | н/д                                              | 20 МВт     | Принадлежит компании «Севморнефтегаз». Предназначен для обслуживания буровых платформ в рамках освоения Приразломного месторождения.                     |
| «Москва»            | 2008, Балтийский завод                     | н/д                                              | 16 МВт     | Передан ФГУП «Росморпорт» для работы на Балтике. |
| «Санкт-Петербург»   | 2009, Балтийский завод                     | н/д                                              | 16 МВт     | Передан ФГУП «Росморпорт» для работы на Балтике. |
| «Владивосток»       | 2015, Выборгский судостроительный завод    | н/д                                              | 17,4 МВт   | Передан ФГУП «Росморпорт». |
| «Мурманск»          | 2015, Выборгский судостроительный завод    | н/д                                              | 17,4 МВт   | Передан ФГУП «Росморпорт». |
| «Обь»               | 2019, Выборгский судостроительный завод    | н/д                                              | 14,6 MBт   | Передан ФГУП «Атомфлот» |

## Ледоколы в филателии
- Серия почтовых марок СССР, 1978 год
- Ледокол «Арктика»
- Ледокол «Ленин»
- Ледокол «Адмирал Макаров»
- Ледокол «Василий Прончищев»
- Ледокол «Капитан Белоусов»
- Ледокол «Москва»

- Серия почтовых марок России, 2009 год
- Ледокол «Ленин»
- Ледокол «Таймыр»
- Ледокол «Ямал»
- Ледокол «50 лет Победы»